# Bruno Heckel
Bruno Heckel (ur. 10 kwietnia 1887 w Hinterhain, zm. 2 stycznia 1929 w Auerbach) – niemiecki zapaśnik walczący w stylu klasycznym. Olimpijczyk z Sztokholmu 1912, gdzie zajął jedenaste miejsce w wadze lekkiej.
Mistrz Niemiec w 1921 i 1922; drugi w 1913 roku.

## Letnie Igrzyska Olimpijskie 1912
| Konkurencja            | Rundy eliminacyjne     | Rundy eliminacyjne     | Rundy eliminacyjne    | Rundy eliminacyjne    | Rundy eliminacyjne       | Klas. końcowa |
| Konkurencja            | Przeciwnik I           | Przeciwnik II          | Przeciwnik III        | Przeciwnik IV         | Przeciwnik V             | Miejsce       |
| ---------------------- | ---------------------- | ---------------------- | --------------------- | --------------------- | ------------------------ | ------------- |
| 67,5 kg styl klasyczny | Carl Erik Lund (SWE) P | Hugo Björklund (SWE) Z | Ville Pukkila (FIN) Z | Aatami Tanttu (FIN) Z | Tatu Kolehmainen (FIN) P | 11.           |